# Commanderie de Bibartaut

La commanderie de Bibartaut, ancienne commanderie templière avant d'être hospitalière était située à 7 km au nord de Coulommiers, dans le département de Seine-et-Marne en Île-de-France. Cette commanderie a entièrement disparu. À son emplacement, se trouve une ferme en activité appelée « Grand Bilbartault » et un château construit au XIXe siècle.

## Historique

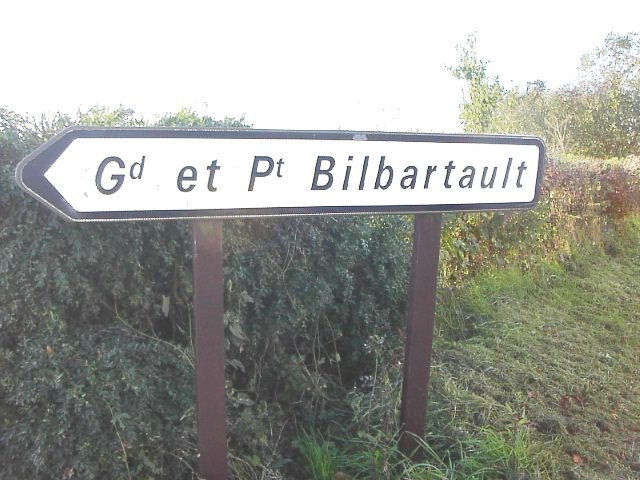
Panneau utilisant le nom modifié

### Étymologie
Le nom de Bibartaut vient du latin biber ou fiber signifiant les « bièvres » (nom ancien du castor) et de tost ou tôt signifiant la maison ou masure. Il s'agit donc de la « maison [près] des castors »[réf. nécessaire].
À cet endroit, le terrain humide, traversé par de petites rivières, creusé d'étangs et de mares, était probablement fréquenté par des loutres. De 1244 jusqu'au XVIIIe siècle, le toponyme très changeant ne compte pas moins de vingt-trois orthographes et prononciations différentes. C'est en 1825 que le propriétaire de l'actuel château modifie la forme et la prononciation de ce nom en Bilbartault, forme jusque-là inconnue.

### Origine
Ce serait par suite de l'extension des terres et des revenus de la commanderie de Coulommiers, fondée en 1173, que fut créée vers 1228 la commanderie de Bibartaut, à l'emplacement d'une grange du même nom (grangia de Bibertost). Cette grange, qui servait à stocker la paille, avait été construite par un certain Pierre Le Gras. Les Templiers de Coulommiers acquirent ces terres propices à l'établissement d'un vivier, qui fut construit devant l'entrée de la commanderie et fut donc appelé l'étang de la Porte. La superficie des terres reçues en don ou acquises atteignaient 150 arpents en 1230. Le vivier avait une superficie de 100 arpents, ce qui correspond à 51 hectares. Un étang plus petit fut aménagé à proximité.

### Fondation et extension
En 1202, Gilbert de Signy, contre l'avis de sa sœur et de ses six neveux et nièces, donna aux Templiers une terre qui produisait annuellement trois muids de grain de froment et d'avoine. Ce rendement correspondait à la production de 3 à 4 000 gerbes de céréales remisées dans la grange de Bibartaut. D'après la charte de 1220, les Templiers prélevaient la dîme épiscopale et les cens annuels que les fermiers devaient à leurs seigneurs. On peut supposer qu'ils firent agrandir les bâtiments et y installèrent un précepteur. Ce serait donc vers 1232, soit quatre ans après sa fondation, que la commanderie de Bibartaut gagna son indépendance par rapport à la commanderie de Coulommiers. C'est aussi à cette date que le comte Thibaut de Champagne donna aux Templiers 400 arpents de bois. À la suite d'autres extensions, les terres atteignaient 700 arpents en 1235. Une partie fut défrichée au rythme d'une quinzaine d'arpents par an, ce qui permit d'augmenter la production d'avoine tandis que le bois était vendu comme bois de chauffage et de charpente (chêne). Il fallut construire une métairie qui fut appelée la grange de la Malmaison à laquelle étaient rattachés 120 arpents de terre. Il est attesté qu'à partir de 1303 au moins les terres furent baillées à des fermiers contre argent pour une durée limitée renouvelable.   
La commanderie de Bibartaut fut dévolue aux Hospitaliers de l'ordre de Saint-Jean de Jérusalem en 1317.

### Les bâtiments
Aucun document ne décrit les bâtiments à l'époque templière. Cependant, cette commanderie située à proximité de la voie romaine appelée rue Julienne, qui allait de Chailly-en-Brie à Meaux, devait posséder une hôtellerie pour les pèlerins et les mendiants de passage. Les Templiers entreprirent la construction d'une chapelle au début du XIVe siècle. Les travaux furent brutalement interrompu en raison de l'arrestation des Templiers le 13 octobre 1307.

## Commandeurs templiers
| Nom du commandeur | Dates   |
| Jean Garini       | en 1307 |